# Pieter Puijpe
Pieter Puijpe (Oost-Souburg, 13 september 1874 – Apeldoorn, 31 oktober 1942) was een Nederlandse beeldhouwer en houtsnijder die vooral bekend is geworden door zijn werk in Apeldoorn en Zeeland. Zijn achternaam wordt ook geschreven als Puype, maar de beeldhouwer hanteerde zelf Puijpe.

## Biografie
Pieter Puijpe was de zoon van een houtsnijder, eveneens Pieter geheten (1838-1900) en Anna Broeke (1837-1913). Zijn vader stond bekend als een van de beste snijders van Zeeuwse messen, met name paardenmessen.
De burgemeester van de gemeente Vlissingen, Henri Paul Jules Tutein Nolthenius, merkte het talent van de jonge Pieter op en stelde hem in staat om lessen te volgen aan de Rijksschool voor Kunstnijverheid Amsterdam. Daarna studeerde hij aan de Rijksacademie voor Beeldende Kunsten aldaar. Op 9 januari 1901 trad Puijpe in Arnemuiden in het huwelijk met Francina Buijs (geboren 26 december 1875).
Inmiddels was zijn weldoener Tutein Nolthenius in 1897 burgemeester van Apeldoorn geworden, waar deze zijn invloed aanwendde om de talentvolle Puijpe in 1901 naar Apeldoorn te halen via een aanstelling aan de net geopende Ambachtsschool aldaar. Aan deze school bleef hij tot zijn pensionering in 1939 leraar handtekenen en boetseren. Tevens was hij van 1921 tot 1939 leraar handtekenen aan het gymnasium in Apeldoorn.
Naast zijn leraarschap trad Puijpe als houtsnijder in dienst bij meubelontwerper, architect en aannemer Chris Wegerif. Chris Wegerif en zijn vrouw Agathe hadden in Apeldoorn een kunsthandel opgericht en zij verzamelden Apeldoornse kunstenaars om zich heen. Puijpe en Wegerif werden goede vrienden en Wegerif ontwierp in 1909 voor Puijpe een huis met atelier. Dit huis is nu bekend als De Zeeuws(c)he Knoop - de "c" staat niet op de gevel - en staat aan de Tutein Noltheniuslaan 14. Het huis zit vol verwijzingen naar de Zeeuwse achtergrond van Pieter en vooral zijn vrouw, Francina Buijs, die haar hele leven in Zeeuwse klederdracht door Apeldoorn bleef lopen.
In Apeldoorn had het koninklijk echtpaar net Paleis Het Loo betrokken, waardoor het naastgelegen Apeldoorn een grote aantrekkingskracht uitoefende op de beter gesitueerden. Koningin Wilhelmina kreeg lucht van deze kunstenaarsgemeenschap in haar naburige dorp en vereerde Puijpe met een bezoek, waarna ze zelfs enkele tekenlessen bij hem nam. Hierna volgden vele opdrachten voor monumenten en beeldhouwwerken in Apeldoorn. Maar ook in zijn geboorteprovincie was men Puijpe niet vergeten, getuige enkele opdrachten die hij uit Zeeland ontving voor borstbeelden en plaquettes ten behoeve van monumenten.
Pieter Puijpe overleed op 31 oktober 1942 in zijn huis De Zeeuwshe Knoop. Hij werd begraven op woensdag 4 november 1942 op de pas geopende Begraafplaats Heidehof in Ugchelen, bij Apeldoorn.

## Werken

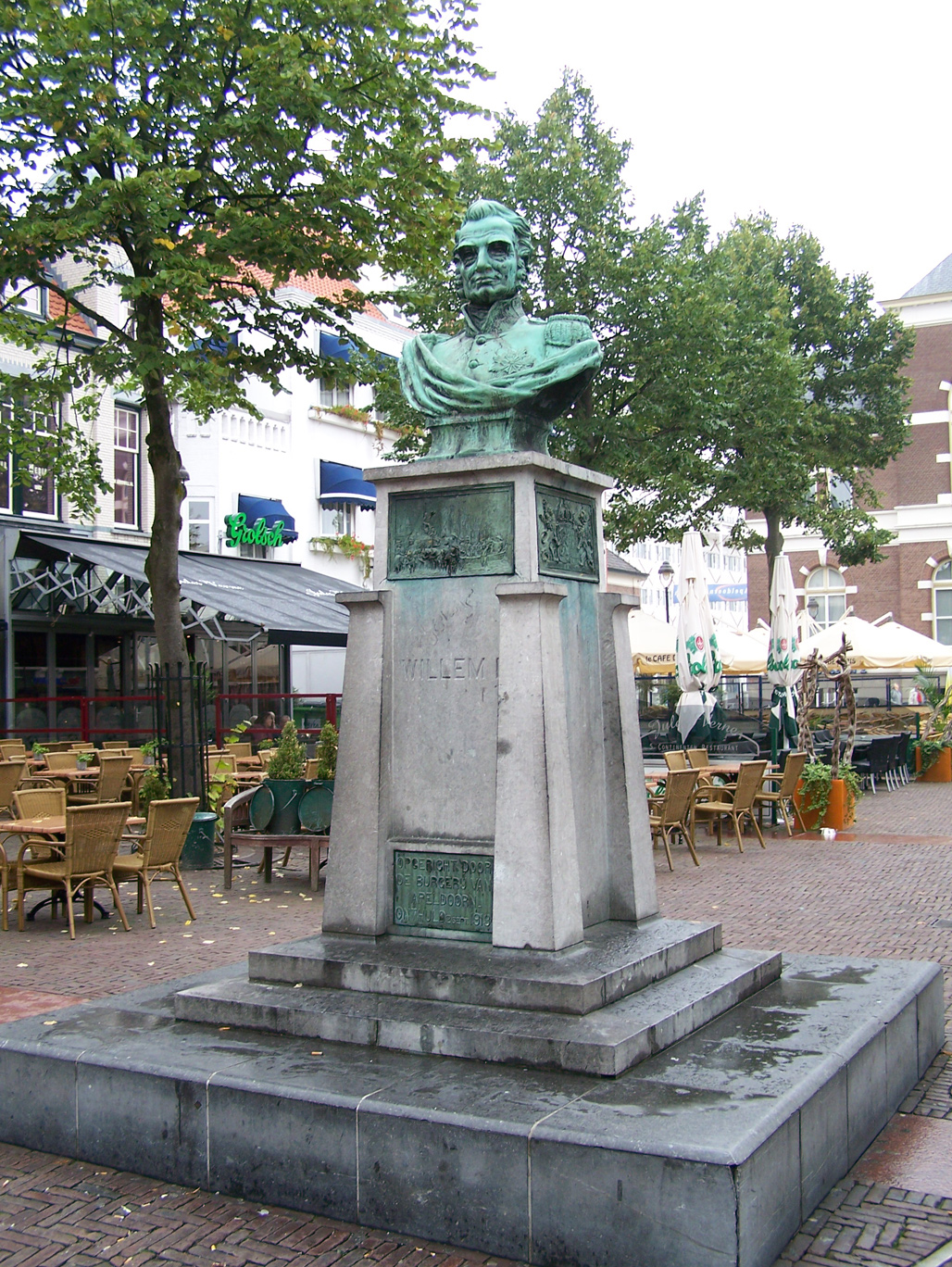
Willem I op het Raadhuisplein in Apeldoorn. Onthuld in 1913

### Zeeland
- Buste Pieter Louwerse, Oost-Souburg (onthulling 23 januari 1912)
- Portretplaquette in monument voor G.A. Vorsterman van Oyen, Aardenburg (onthulling 5 augustus 1920)
- Buste Johan Hendrik van Dale, Sluis (onthulling 4 september 1924)
- Monument omgekomen vissers, Arnemuiden, begraafplaats (onthulling 1 augustus 1925)
- Portretplaquette in monument voor Christophorus Buys Ballot, Kloetinge (onthulling 22 september 1934), de plaquette is na sloop van het monument ingemetseld in zijn geboortehuis Marktveld 20 te Kloetinge.

### Apeldoorn
- Portretplaquettes Koning Willem III en Koningin Emma op de Naald, Loolaan (onthulling 9 maart 1901)
- Bronzen buste Koning Willem I, Raadhuisplein (onthulling 2 september 1913, naar het ontwerp van architect G. de Zeeuw)
- Portretplaquette burgemeester H.P.J. Tutein Nolthenius in een herinneringsbank, Wilhelminapark (onthulling 9 maart 1932)

### Andere plaatsen in Nederland
- Portretplaquette van onderwijzer Rijko Rentjes Rijkens (1825-1911) aan diens grafmonument op de Zuiderbegraafplaats in Groningen (onthulling 19 augustus 1912)
- Monument voor Willem Saal bij de protestantse kerk van Wognum (onthulling 13 mei 1920)
- Portretplaquette van huisarts M.J. van Olm aan diens grafmonument op de algemene begraafplaats aan de Hofstraat te Winschoten (onthulling 13 februari 1930)